# Pygmalion et Galathée
Pour plus de détails, voir Fiche technique et Distribution.
Pygmalion et Galathée est un film français de Georges Méliès sorti en 1896 au début du cinéma muet. Il s'agit de la première adaptation connue au cinéma du mythe grec Pygmalion et Galatée.